# La Boissière-en-Gâtine
La Boissière-en-Gâtine település Franciaországban, Deux-Sèvres megyében. Lakosainak száma 226 fő (2022. január 1.). La Boissière-en-Gâtine Allonne, Cours, Les Groseillers, Saint-Marc-la-Lande és Saint-Pardoux-Soutiers községekkel határos.

## Népesség
A település népességének változása:
| Lakosok száma | 238  | 248  | 256  | 246  | 241  | 236  | 233  | 230  | 226  |
|               | 2013 | 2015 | 2016 | 2017 | 2018 | 2019 | 2020 | 2021 | 2022 |